# Nordpark (Frankfurt am Main)

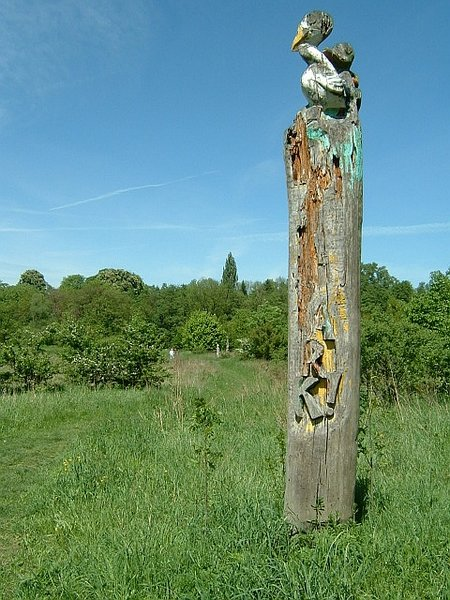
Holzfigurstele am Eingang zum Nordpark

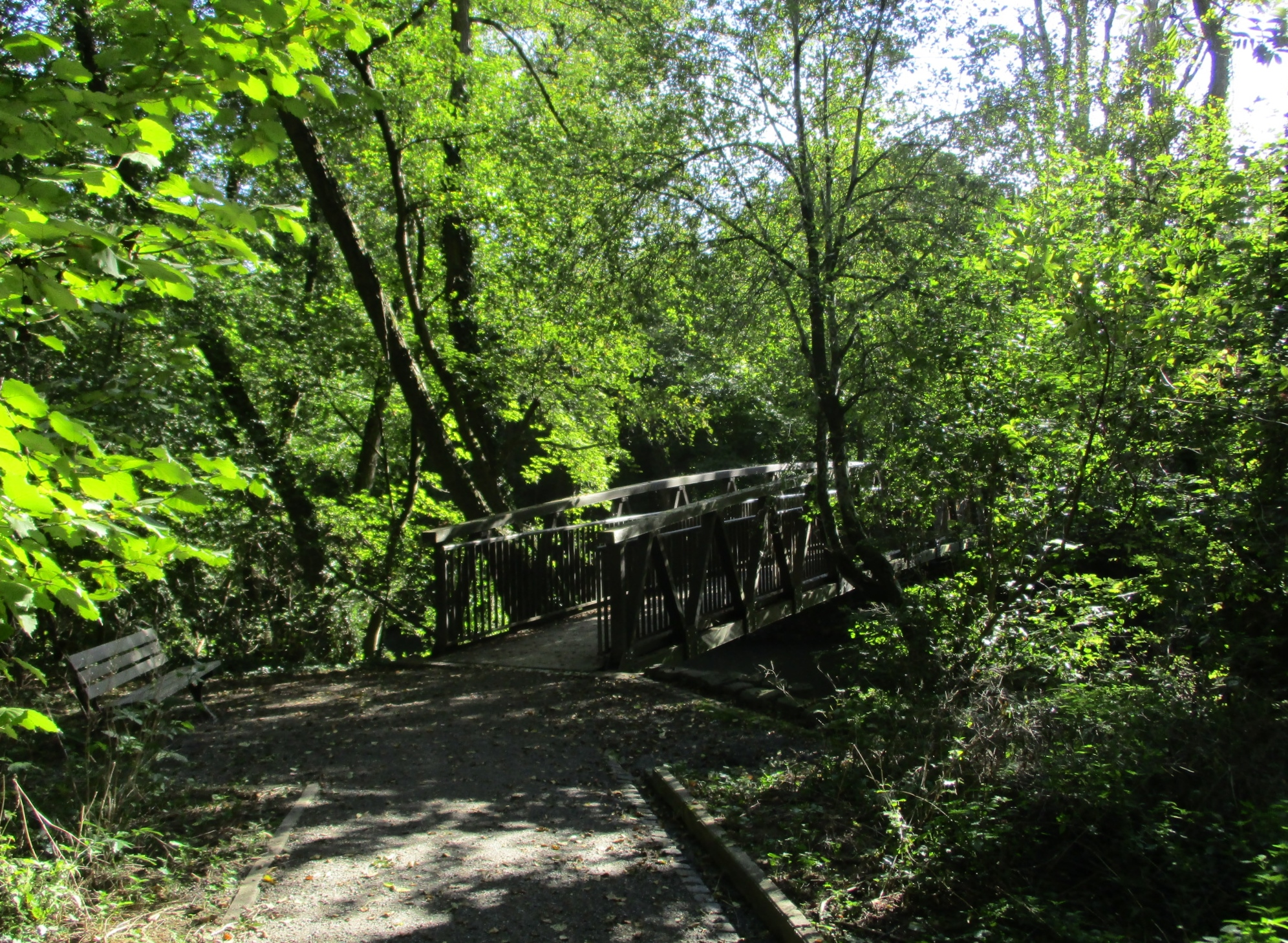
Brücke über den Nidda-Altarm

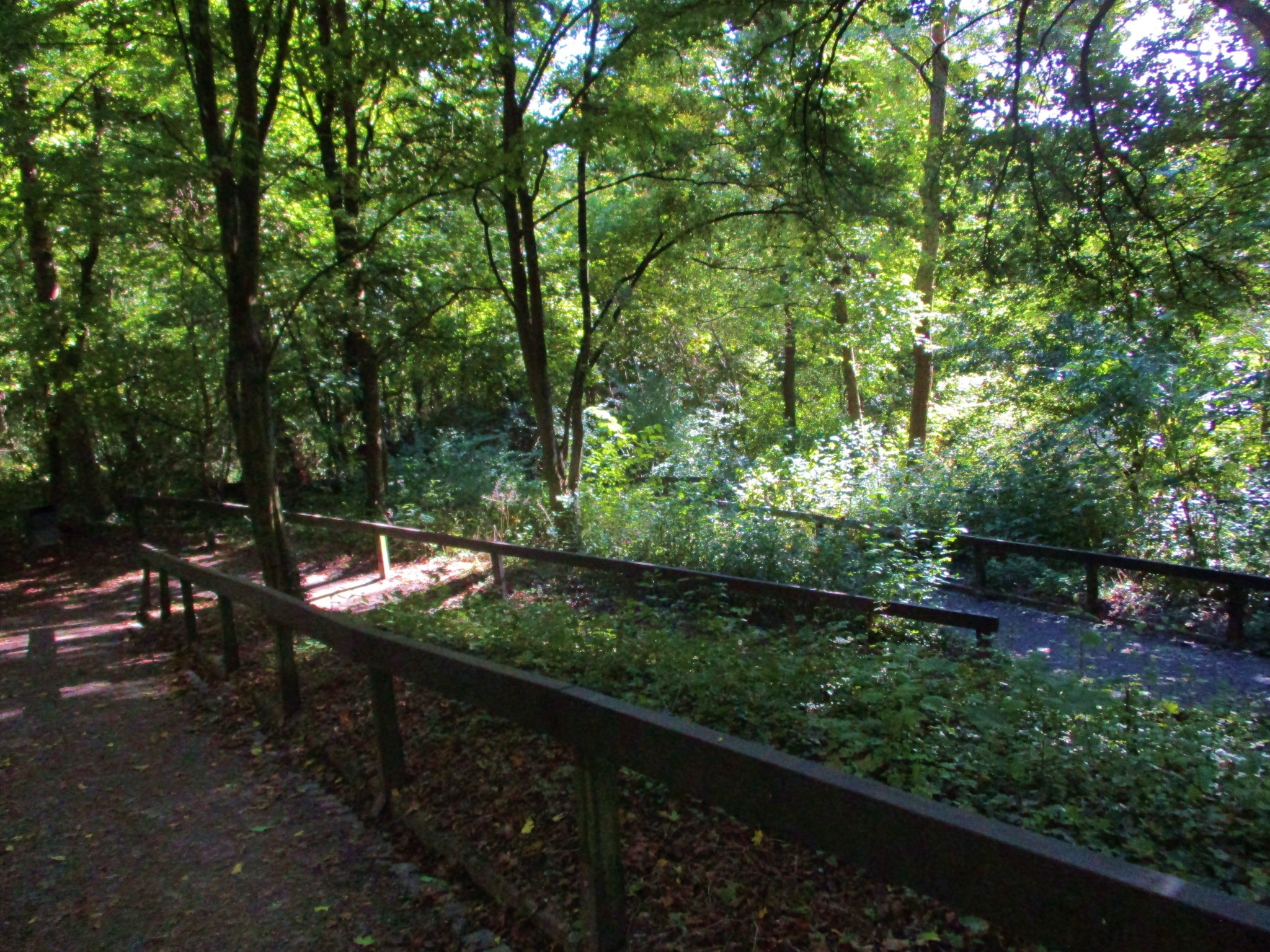
Weg durch den Park

Der Nordpark in Frankfurt am Main (auch Frankfurter Nordpark und Bonameser Nordpark) ist eine Parkanlage im Frankfurter Stadtteil Bonames. Die Anlage ist rund sieben Hektar groß.

## Lage
Der 1968 angelegte Park im Süden von Bonames liegt zwischen der Homburger Landstraße im Südwesten, dem Fluss Nidda im Süden und deren rechtem Bonameser Altarm im Norden und Osten.

## Beschaffenheit
Am Parkplatz an der Homburger Landstraße befinden sich einige Grillmulden und sich anschließende Sportanlagen. Am Altarm liegt der Naturspielbereich mit einem aufgeschütteten Hügel, Sitzrondells aus Findlingen und Baumstämmen in einer Wildwiese. Große bunte Holzstelen mit Figuren markieren die Eingänge zum Nordpark.

## Verkehrsanbindung
Der Bonameser Nordpark ist über die Bushaltestellen Nordpark und Alt-Bonames an den öffentlichen Personennahverkehr (ÖPNV) angeschlossen. Dort hält die RMV-Buslinie 27 sowie die Nachtbuslinie n4.